# Super Junior
Super Junior (tiếng Hàn Quốc: 슈퍼주니어, Romaja quốc ngữ: Syupeo Junieo) là một nhóm nhạc nam Hàn Quốc do công ty SM Entertainment thành lập và quản lý vào năm 2005. Ban đầu nhóm có 12 thành viên, sau này nhóm đã đạt đến số thành viên kỉ lục là 13 người gồm Leeteuk, Heechul, Han Geng, Yesung, Kangin, Shindong, Sungmin, Eunhyuk, Donghae, Siwon, Ryeowook, Kibum và Kyuhyun. Super Junior được biết đến rộng rãi trên phạm vi quốc tế nhờ ca khúc "Sorry, Sorry" vào năm 2009, là tên bài hát chủ đề của album thành công nhất của họ Sorry, Sorry. Nhóm đã phát hành và tham gia phát hành hơn 20 album với nhiều thành công, và là nghệ sĩ đứng đầu về doanh số bán album tại Hàn Quốc trong 3 năm liên tiếp. 
Super Junior cũng đã chứng minh rằng họ là nhóm nhạc Hàn Quốc số 1 tại Philippines với 3 lần đạt chứng nhận đĩa vàng tại đây cho 3 album Sorry, Sorry, Bonamana, và Mr. Simple.
Nhóm cũng được chia thành nhiều nhóm nhỏ, cùng tấn công vào những thị trường âm nhạc và đối tượng khán thính giả khác nhau. Nhờ sự thành công của Super Junior trong ngành giải trí nói chung, các công ty giải trí khác cũng bắt đầu hướng cho ca sĩ của mình đi theo những lĩnh vực khác ngoài âm nhạc, ví dụ như diễn xuất hay dẫn chương trình. Ngoài những thành công về mặt thương mại, Super Junior cũng đã nhận được tổng cộng 13 giải thưởng âm nhạc từ Mnet Asian Music Awards, 19 giải tại Golden Disk Awards, 12 giải tại Seoul Music Awards và là nghệ sĩ thứ 2 chiến thắng giải Nghệ sĩ Hàn Quốc được yêu thích nhất tại MTV Asia Awards năm 2008, sau JTL vào năm 2003.
Vào tháng 12 năm 2009, Han Geng rời nhóm sau khi đâm đơn kiện công ty chủ quản SM Entertainment. Han Geng sau đó đã giành chiến thắng trong vụ kiện vào tháng 12 năm 2010, nhưng anh chỉ chính thức rời khỏi Super Junior vào ngày 27 tháng 9 năm 2011 sau khi SM Entertainment công bố kết quả cuối cùng của vụ kiện. Kibum và Kangin là hai thành viên tiếp theo rời nhóm nên nhóm hiện hoạt động với mười thành viên.

## Lịch sử

### 2000–2005: Hợp nhóm và ra mắt
Vào năm 2000, Leeteuk và Eunhyuk đã được chọn trong kỳ thi tuyển chọn tài năng thường niên của SM Entertainment tại Seoul. Năm 2001, Sungmin và Donghae được nhận vào công ty sau khi chiến thắng tại một cuộc thi do SM tài trợ. Yesung cũng được nhận vào sau khi chinh phục được ban giám khảo bằng giọng hát điêu luyện của mình. Cùng năm đó, SM Entertainment tổ chức buổi tuyển chọn tài năng đầu tiên ở nước ngoài tại Bắc Kinh, Trung Quốc và đã chọn được Han Geng sau khi anh giành chiến thắng trước 3000 ứng viên. Năm 2002, Heechul và Kangin được chọn cùng với Kibum, người đã được phát hiện tại Los Angeles, California bởi một nhân viên tìm kiếm tài năng. Siwon cũng trở thành học viên sau khi được chiêu mộ vào năm 2003. Và năm 2004 có thêm Ryeowook sau khi anh giành chiến thắng tại cuộc thi hát 2004 Chin Chin Youth Festival. Shindong và Kyuhyun, cũng giành chiến thắng tại 2005 Chin Chin Youth Festival, đã trở thành học viên của công ty vào năm 2005.
Đầu năm 2005, Lee Soo-man thông báo rằng ông đang chuẩn bị cho ra mắt một nhóm nhạc dự án gồm 12 thành viên nam vào cuối năm đó. Ông đã gọi nhóm là The Gateway to Stardom of Asia, (có nghĩa là "Cánh cổng bước vào làng sao châu Á") vì phần lớn các thành viên trong nhóm được chọn nhờ vào kinh nghiệm diễn xuất, làm MC, người mẫu, và dẫn chương trình phát thanh trước khi ra mắt. Heechul và Kibum khi đó đã bắt đầu sự nghiệp diễn xuất của mình, và hầu hết các thành viên còn lại đều đã từng xuất hiện trên truyền hình hay các phương tiện truyền thông khác. Bị ảnh hưởng bởi phong cách thay đổi thành viên luân phiên của nhóm nhạc nữ Nhật Bản Morning Musume, Lee Sooman đã nói rằng nhóm nhạc mới của ông cũng sẽ có sự thay đổi luân phiên như vậy. Hàng năm sẽ có các thành viên mới được chọn để thay thế dần các thành viên hiện tại, để khiến nhóm luôn trẻ trung và năng động. Phong cách này gần đây cũng xuất hiện trên thị trường âm nhạc Hàn Quốc.
Đã có tin đồn rằng tên của nhóm sẽ là O.V.E.R, viết tắt của "Obey the Voice for Each Rhythm"[a] (Sự tập hợp của các giọng ca với những nhịp điệu riêng). Tuy nhiên, trước khi nhóm chính thức có tên như bây giờ, công ty chỉ đơn giản là giới thiệu họ dưới tên SM Junior (các thiếu niên của SM), ý muốn nói các thành viên đều còn rất trẻ khi mới gia nhập công ty. Sau khi các thành viên cho thấy những tài năng khác nhau của họ trong một buổi picnic của công ty, Lee Sooman đã quyết định tên của nhóm sẽ là Super Junior 05, thế hệ đầu tiên của Super Junior. 
Super Junior 05 đã có buổi giới thiệu (showcase) trước khi ra mắt trên kênh Mnet vào ngày 11 tháng 9, 2005.[b] Trong buổi showcase này, họ đã trình bày nhiều phong cách nhảy hip-hop khác nhau, trong đó nhóm đã nhảy bài "Take It to the Floor" của B2K. Han Geng, Eunhyuk, và Donghae cũng đã có riêng một màn nhảy cùng nhau với bài "Caught Up" của Usher. Tuy nhiên, màn trình diễn này không hề được phát sóng cho đến ngày 16 tháng 5, 2006 trong một phân đoạn của Super Junior Show, loạt phim tài liệu đầu tiên của nhóm.
Nhóm chính thức ra mắt vào ngày 6 tháng 11, 2005 trên chương trình âm nhạc Inkigayo của kênh SBS, trình diễn ca khúc Twins (Knock Out). Một đĩa đơn dưới dạng nhạc số với Twins (Knock Out), You Are the One, và 3 ca khúc khác được phát hành trực tuyến ngày 8 tháng 11, và đến ngày 6 tháng 12, 2005 thì album ra mắt của họ SuperJunior05 (Twins) đã được phát hành. Album bán được tổng cộng 28,536 bản trong tháng đầu tiên phát hành và đứng thứ 3 trong bảng xếp hạng tháng 12 năm 2005.[c]

### 2006–2007:U,Don't Donvà những vụ tai nạn ô tô
Vào tháng 2, 2006, Super Junior 05 bắt đầu quảng bá "Miracle", đĩa đơn thứ hai từ album ra mắt của nhóm. "Miracle" đã đứng đầu nhiều bảng xếp hạng ở Thái Lan, bắt đầu thu hút sự chú ý từ thị trường quốc tế. Sau khi quá trình quảng bá cho "Miracle" kết thúc, SM Entertainment bắt đầu lựa chọn các thành viên mới cho thế hệ thứ 2 của Super Junior, Super Junior 06. Công ty thậm chí còn lên một danh sách các thành viên được "tốt nghiệp" từ Super Junior 05. Tuy vậy, sau đó công ty đã dừng lại việc luân phiên thay đổi thành viên bằng cách thêm vào thành viên thứ 13, Kyuhyun, vào năm 2006. Nhóm sau đó đã chính thức trở thành Super Junior, không có hậu tố "05" nữa.
Sau khi có thêm Kyuhyun, Super Junior đã phát hành đĩa đơn "U" và cho phép download miễn phí vào ngày 25 tháng 5, 2006 trên trang web chính thức của nhóm. U đã nhanh chóng đạt đến 400,000 lượt download chỉ trong vòng 5 giờ phát hành và cuối cùng vượt ngưỡng 1.7 triệu lượt, làm sập cả trang chủ. Đĩa đơn dạng CD của "U" với tổng cộng 3 bài hát được phát hành ngày 6 tháng 6, đã bán được trên 81,000 bản tính riêng tại Hàn Quốc. Đĩa đơn đã trở thành một trong những ca khúc được yêu thích nhất năm, đứng đầu trong 5 tuần liên tiếp trên 2 chương trình âm nhạc của Hàn Quốc. Cuối năm đó, Super Junior đã nhận được hơn 7 giải thưởng tại 5 lễ trao giải âm nhạc quan trọng nhất của Hàn Quốc, và trở thành một trong ba nghệ sĩ mới xuất sắc nhất tại Golden Disk Awards lần thứ 21.
Cuối năm 2006, ba thành viên hát chính của Super Junior là Kyuhyun, Ryeowook, và Yesung đã tạo nên một nhóm nhỏ được gọi là Super Junior-K.R.Y, nhóm nhỏ đầu tiên của Super Junior. Họ đã biểu diễn đĩa đơn đầu tiên "The One I Love", ca khúc chủ đề của bộ phim truyền hình Hyena, tại chương trình âm nhạc Music Bank của kênh KBS vào ngày 5 tháng 11, 2006. Tháng 2, 2007, các thành viên Leeteuk, Heechul, Kangin, Sungmin, và Eunhyuk đã tạo nên Super Junior-T, một nhóm nhỏ chuyên hát nhạc Trot, một thể loại nhạc truyền thống của Hàn Quốc. Họ phát hành đĩa đơn đầu tay "Rokkugo" vào ngày 23 tháng 2, 2007, và có buổi diễn ra mắt trên chương trình Inkigayo hai ngày sau đó.
Ngày 10 tháng 8, 2006, khi trên đường trở về từ đám tang cha của thành viên Lee Donghae, Heechul đã gặp tai nạn ô tô và bị tổn thương nghiêm trọng ở chân trái, khiến anh phải phẫu thuật đóng một chiếc đinh sắt nhằm cố định xương, dài khoảng 30 cm, vào đùi trái. Anh đã làm phẫu thuật lấy chiếc đinh này ra vào đầu năm 2008, tuy nhiên khả năng nhảy của anh cũng bị ảnh hưởng trầm trọng và anh không thể nhảy quá mạnh được. Một vụ tai nạn xe hơi nghiêm trọng khác của Super Junior đã xảy ra vào rạng sáng ngày 19 tháng 4, 2007. Chiếc xe chở 4 thành viên của nhóm và hai quản lý đang trên đường trở về từ chương trình radio Super Junior Kiss the radio đã bị lật nhào trên đường cao tốc. Shindong và Eunhyuk chỉ bị thương nhẹ, đã được xuất viện sau 5 ngày. Leeteuk ngồi gần cửa sổ và đã bị những mảnh kính vỡ găm vào mặt và cổ, trong đó có vài mảnh đâm vào mắt, khiến anh phải khâu 170 mũi và chỉ có thể xuất viện sau gần 2 tuần. Kyuhyun, khi đó đang nằm ngủ ở ghế sau và không thắt dây an toàn, đã bị văng ra xa khi chiếc xe lật nhào, là người bị thương nặng nhất và ở trong tình trạng nguy hiểm đến tính mạng. Bác sĩ tuyên bố rằng tỉ lệ sống của anh chỉ là 20%, và do bị tổn thương ở phổi nên có sống cũng sẽ không thể hát được nữa. Tuy nhiên, cuối cùng, nhờ tài năng của một bác sĩ người Trung Quốc nên cả tính mạng và khả năng ca hát của Kyuhyun cũng đã được bảo toàn. Anh xuất viện vào ngày 5 tháng 7, và trở lại với Super Junior vào cuối tháng 9, 2007 sau 5 tháng hồi phục sức khỏe.
Album phòng thu thứ 2 của Super Junior đã được lên kế hoạch phát hành vào cuối năm 2006, nhưng do hai vụ tai nạn kể trên, album Don't Don đã phải dời lịch phát hành đến tận ngày 20 tháng 9, 2007. Don't Don đã bán được hơn 60,000 bản ngay trong ngày đầu tiên ra mắt và chiếm ngay vị trí số 1 trong bảng xếp hạng album tháng 9, 2007. Mặc dù Don't Don nhận được nhiều ý kiến trái chiều từ các nhà phê bình thì nó cũng đã bán được tổng cộng hơn 160,000 bản tính cho đến cuối năm đó, trở thành một trong hai album bán được nhiều nhất trong năm 2007.[c] Super Junior đã nhận được 3 giải trong số 7 đề cử tại 2007 Mnet/KM Music Festival, trong đó có giải Nghệ sĩ của năm (Artist of the Year), được coi là giải thưởng quan trọng nhất tại lễ trao giải này. Super Junior cũng đã nhận được hai giải khác tại Golden Disk Awards lần thứ 22, trong đó có Disk Bonsang award (trao cho 5 album có doanh số bán nhiều nhất năm).

### 2008–2009:Sorry, Sorryvà sự nghiệp bùng nổ với chuyến lưu diễn đầu tiên

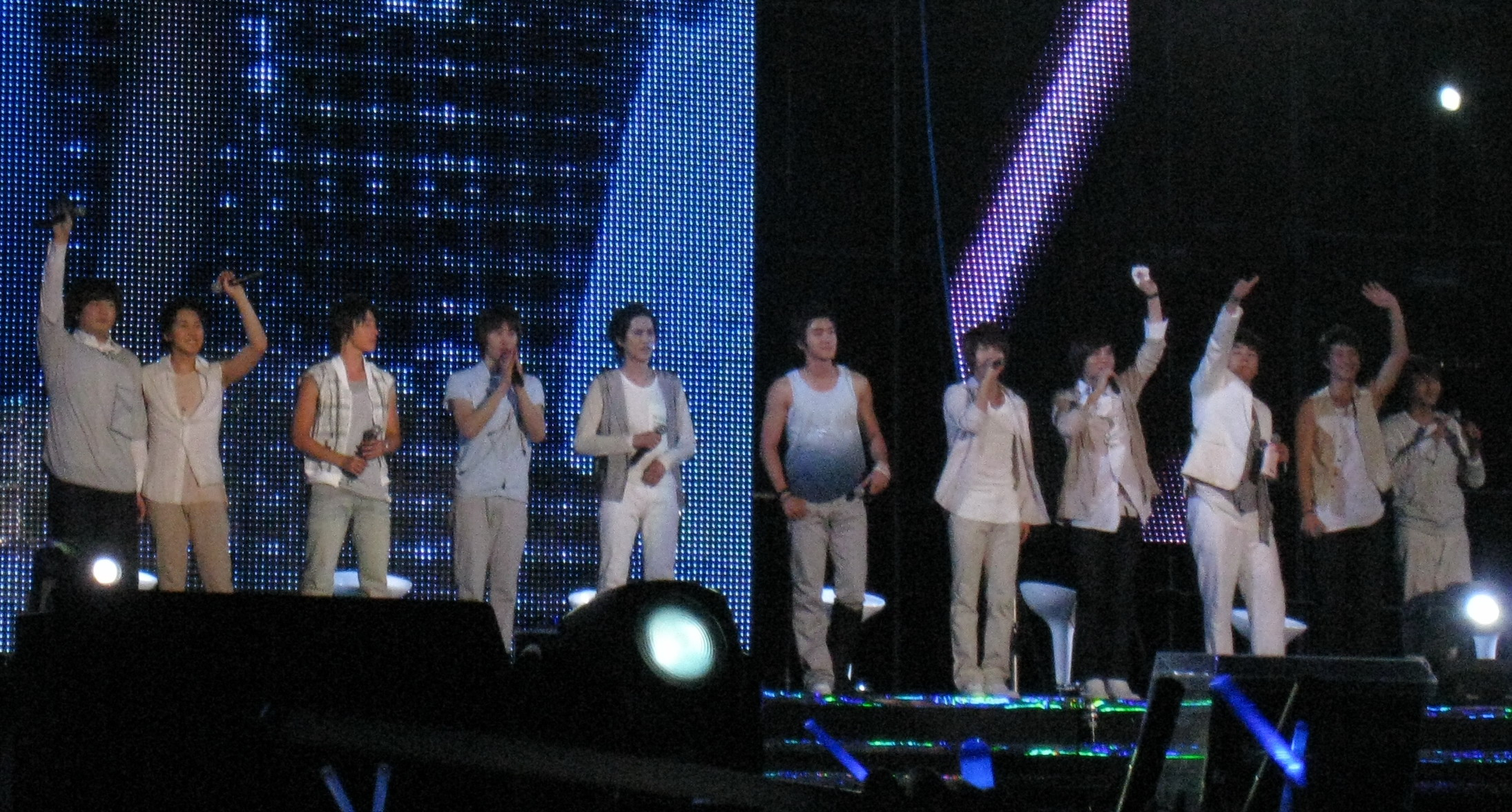
Super Junior biểu diễn tại SMTown Live '08 ở Bangkok, Thái Lan

Super Junior-M, nhóm nhỏ chuyên hát Tiếng Quan Thoại của Super Junior được thành lập vào tháng 4, 2008 với các thành viên Han Geng, Siwon, Donghae, Kyuhyun, Ryeowook, cùng hai thành viên khác không huộc Super Junior là Henry và Zhou Mi. Dù sự thành lập nhóm nhỏ này đã gây nên sự bất bình giữa fan của nhóm với công ty quản lý[d] thì Super Junior-M cũng vẫn trở thành nhóm nhỏ thành công nhất của Super Junior cho đến nay với hai concert cháy vé tại Hong Kong, và có thể khiến tỉ lệ người xem các chương trình giải trí mà họ tham gia tại Trung Quốc trở thành cao nhất trong tuần, và cũng là nhóm nhạc thần tượng có nhiều hợp đồng quảng cáo nhất tại Trung Quốc. Super Junior-M đã giành nhiều giải thưởng tại các lễ trao giải của Trung Quốc và nhận được khá nhiều lời khen ngợi sau khi phát hành đĩa đơn Super Girl từ mini album Super Girl. Nhóm nhỏ này cũng đã được đề cử cho Best Vocal Group (nhóm có giọng hát tốt nhất) trong lễ trao giải Giai Điệu Vàng lần thứ 21.
Nhóm nhỏ thứ tư của Super Junior cũng được ra mắt ngay sau Super Junior-M. Với 5 thành viên từ Super Junior-T (trừ Heechul) và thêm vào Yesung, sáu người đã tạo nên nhóm nhỏ Super Junior-Happy và phát hành mini-album đầu tiên có tên Cooking? Cooking! vào ngày 5 tháng 6, 2008. Tháng 11, 2008, Super Junior-T đã ra mắt tại thị trường Nhật Bản, hợp tác với bộ đôi nghệ sĩ hài của Nhật là Moeyan. Đĩa đơn của họ "ROCK&GO", phiên bản tiếng Nhật của "Rokkugo", ra mắt tại vị trí 19 trên bảng xếp hạng hàng ngày của Oricon và leo lên vị trí thứ 2 trong ba ngày sau đó.
Chuyến lưu diễn châu Á đầu tiên của Super Junior có tên Super Junior The 1st ASIA TOUR - Super Show, được bắt đầu từ ngày 22 tháng 2, 2008, tại Seoul.[e] Nhóm cũng đã tổ chức thành công hai buổi fan meeting tại Nippon Budokan thuộc Tokyo, Nhật Bản. 12,000 vé cho mỗi buổi đều đã được bán hết chỉ trong vòng vài ngày kể từ lúc được chính thức tung ra. Nhóm cũng phát hành đĩa đơn "U/Twins" trong sự kiện đó, bao gồm cả phiên bản tiếng Nhật của "U" trong phiên bản giới hạn. Đĩa đơn đã chiếm vị trí thứ 4 trong bảng xếp hạng hàng ngày của Oricon trong ngày đầu ra mắt, và tụt mất 4 bậc vào ngày thứ hai. Nó cũng đã phá kỉ lục là đĩa đơn tiếng Hàn đầu tiên lọt vào top 10 trong bảng xếp hạng hàng tuần của Oricon.
Nhóm đã phát hành album phòng thu thứ ba Sorry, Sorry vào ngày 12 tháng 3, 2009. Đó là đĩa đơn đầu tiên của họ ra mắt tại vị trí số 1 trên Hanteo Charts, bán được tổng cộng 29,000 bản chỉ riêng ngày đầu tiên. Chỉ sau một tháng ra mắt, album đã trở thành album bán chạy nhất năm 2009 tại Hàn Quốc, ước tính bán được khoảng 250,000 bản chỉ tính riêng tại thị trường trong nước. Nó cũng trở thành album K-pop bán chạy nhất tại Đài Loan, Thái Lan, Trung Quốc, và Philippines, là album K-pop đầu tiên đạt vị trí số 1 tại các bảng xếp hạng của các nước này. Bài hát chủ đề của album, Sorry, Sorry, đã trở thành một hit lớn, đạt thành tích chiến thắng 10 lần liên tiếp trong các chương trình quảng bá âm nhạc hàng tuần tại Hàn Quốc, và đã phá kỉ lục khi trụ vững ở vị trí số 1 tại KKBOX Đài Loan trong 37 tuần. "Sorry, Sorry" đã gặt hái được nhiều thành công ở cả trong nước và quốc tế, trở thành đĩa đơn bán chạy nhất của nhóm tại thị trường Hàn Quốc. Album cũng thắng lớn tại Golden Disk Awards lần thứ 24, trong đó có giải thưởng quan trọng nhất là Disk Daesang Award (Album của năm).
Sau thành công của Sorry, Sorry, Super Junior cũng bắt đầu chuyến lưu diễn châu Á lần thứ hai của nhóm có tên Super Junior The 2nd ASIA TOUR - Super Show 2 từ ngày 17 tháng 7, 2009 với điểm dừng chân đầu tiên tại Seoul.

### 2010–2011:Bonamana, thay đổi đội hình và nổi tiếng thế giới
Dù nhận được nhiều ý kiến đánh giá cao cũng như những thành công về thương mại, nhóm cũng bị cản bước bởi những xáo trộn và thay đổi trong suốt quá trình lưu diễn của họ. Dù Kibum có xuất hiện trong các quảng cáo và video quảng bá cho Super Show 2 nhưng thực tế thì anh không hề tham gia chuyến lưu diễn, và phát biểu rằng anh sẽ tạm thời dừng các hoạt động với nhóm để theo đuổi nghiệp diễn xuất. Vào tháng 10, 2009, Kangin đã bị buộc tội đánh nhau trong quán rượu và bỏ chạy sau khi đâm vào một chiếc taxi đang chở 3 hành khách. Tháng 12, 2009, Han Geng đệ đơn kiện SM Entertainment nhằm chấm dứt bản hợp đồng nô lệ, nói rằng những điều khoản trong hợp đồng là không hợp pháp, tàn nhẫn, và chống lại một số quyền cá nhân của anh ấy. Anh đã rời nhóm và phát hành album solo "Geng Xin" vào tháng 7, 2010 với 510,000 bản của album đã được bán ra. Cùng trong tháng 12, 2009, Kangin đã phát biểu về việc sẽ ngừng lại tất cả các hoạt động để thực hiện nghĩa vụ quân sự trong hai năm.
Chỉ còn 10 thành viên, Super Junior đã phát hành album phòng thu thứ tư Bonamana vào tháng 5, 2010. Mặc dù album này không thuận lợi như album thứ ba nhưng nó cũng đã bán được hơn 300,000 bản ở Hàn Quốc, vượt qua Sorry, Sorry. Album này đã đứng đầu bảng xếp hạng các ca khúc tiếng Hàn - Nhật ở Đài Loan trong 63 tuần liên tiếp, phá kỉ lục mà chính nhóm đã tạo ra trước đó với album thứ ba "Sorry, Sorry".
Để quảng bá cho album, Super Junior đã khởi động chuyến lưu diễn vòng quanh châu Á lần thứ 3 Super Junior The 3rd ASIA TOUR - Super Show 3 trong năm 2010 - 2011, vé cho mỗi điểm dừng chân đều được bán hết nhanh chóng. Vào tháng 2, 2011 Super Junior đã phát hành phiên bản 3D chuyến lưu diễn của họ, Super Show 3 3D tại tất cả các rạp phim CGV và Primus. Phim ra mắt ở vị trí thứ 6 tại bảng xếp hạng doanh thu phòng vé và nhanh chóng trở thành phim 3D ăn khách nhất Hàn Quốc. Sau chuyến lưu diễn tại Nhật Bản, họ đã phát hành album kỉ niệm "Super Junior Japan 'Super Show 3" vào tháng 2, 2011, và đã leo lên vị trí thứ 2 cho doanh số bán trực tuyến tại Tower Records của Nhật. Phiên bản giới hạn đặc biệt dạng DVD "Super Junior Japan Limited Special Edition - Super Show 3" cũng ra mắt ở vị trí thứ 2, trong khi phiên bản CD đứng thứ 10. Album này còn đứng ở vị trí thứ 3 tại Oricon trong 2 ngày liên tiếp và đứng thứ 6 trong bảng xếp hạng tuần của bảng này. Nối tiếp những thành công về mặt thương mại ở Nhật, nhóm đã phát hành phiên bản tiếng Nhật cho đĩa đơn Bonamana vào tháng 6, 2011. Đĩa đơn cũng ra mắt ở vị trí thứ hai trên bảng xếp hạng ngày của Oricon Charts, và bán được 59,000 bản trong tuần đầu tiên. Tuy nhiên, SM không xem đó như sự ra mắt chính thức của Super Junior tại thị trường Nhật Bản và nói rằng nhóm sẽ ra mắt tại Nhật sau.
Giữa chuyến lưu diễn Super Show 3, nhóm cũng tham gia chuyến lưu diễn SMTown Live '10 World Tour với các điểm dừng chân là Los Angeles, Paris, Tokyo và New York cùng các nghệ sĩ của SM Entertainment, lần đầu tiên biểu diễn ở phạm vi ngoài châu Á. Các màn trình diễn của Super Junior đã nhận được sự đón nhận nhiệt tình của giới truyền thông, và họ đã được vinh danh là "National Pop Culture Icon" (Biểu tượng văn hóa nhạc pop của quốc gia) cho vai trò của họ trong việc mở rộng làn sóng Hàn Quốc Hallyu. Nhóm cũng được nhận giải Pop Culture Art Awards (Nghệ thuật văn hóa nhạc pop) từ Bộ trưởng văn hóa của Bộ Văn hóa, Thể thao và Du lịch. Năm 2010, nhóm đã trả lời phỏng vấn trong chương trình "Talk Asia" của CNN và nói về sự nổi tiếng của nhóm cùng với chiến lược mở rộng sự nổi tiếng đó trong nền công nghiệp âm nhạc toàn cầu. Sự nổi tiếng của nhóm đã vượt xa phạm vi châu Á, đặc biệt là ở châu Âu, Bắc Mỹ và Nam Mĩ. Trong danh sách "30 người người đàn ông quyến rũ nhất thế giới" của Peru cũng có mặt tất cả thành viên của nhóm. Họ đã có một cuộc phỏng vấn riêng với tạp chí của Slovenia và Iran, và được các fan của làn sóng Hàn Quốc tại Brazil chọn là nghệ sĩ Hàn Quốc mà họ mong muốn đến thăm Brazil nhất. Cả TV Azteca của Mexico và BBC của Anh đều đánh giá Super Junior là biểu tượng đi đầu của Hallyu.

### 2011–nửa đầu 2012:Mr. Simplevà lưu diễn thế giới SUPER SHOW 4

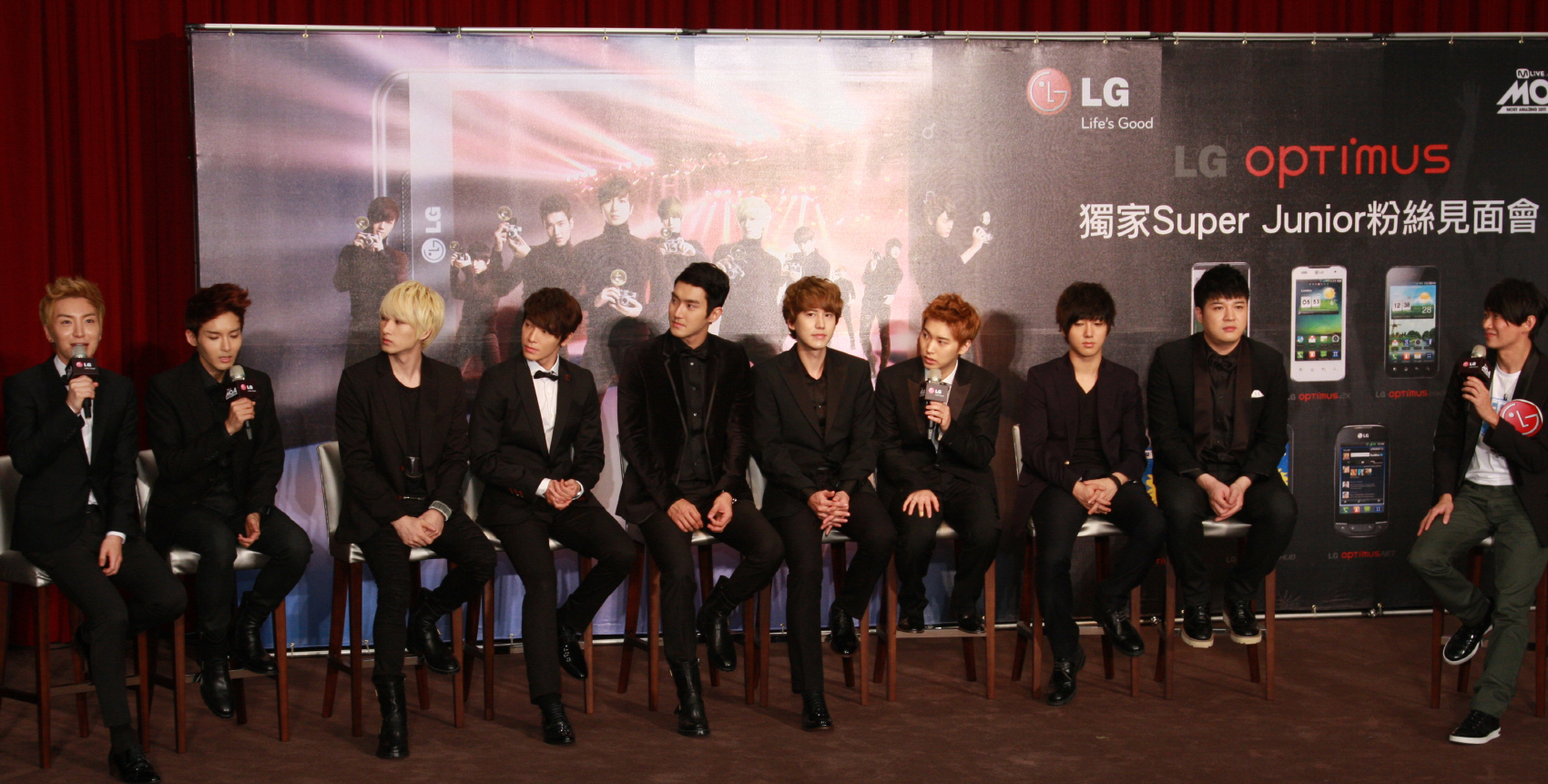
Super Junior tại LG Optimus Super Junior Fan meeting ở Chateau de Chine, Cao Hùng, Đài Loan tháng 11, 2011. (T-P: Leeteuk, Ryeowook, Eunhyuk, Donghae, Siwon, Kyuhyun, Sungmin, Yesung, Shindong)

"'Mr. Simple" đã đứng đầu các bảng xếp hạng trong nước suốt 5 tuần liên tiếp và chiếm vị trí số 1 trên bảng xếp hạng doanh số album tháng 8 của '"Gaon Chart", với tổng cộng 287,427 bản được bán ra. Cuối tháng 3, 2012, album đã bán được tổng cộng 502,830 bản, trở thành album bán chạy nhất trong sự nghiệp âm nhạc của họ tính theo những bảng xếp hạng và doanh số bán đĩa của Hàn Quốc những năm gần đây, và là nhóm nhạc thứ 3 đạt được doanh số bán đĩa trên 500,000 bản của Hàn Quốc sau Kim Gunmo (Hestory, 2003) và TVXQ (Mirotic, 2008). Album đã đứng thứ 3 trong bảng xếp hạng album thế giới tại Billboard World Albums Chart và đứng 17 tại bảng xếp hạng album của Oricon, Nhật Bản. Với bài hát chủ đề "Mr. Simple", nhóm đã đứng vị trí thứ nhất ngay ngày đầu tiên có màn diễn trở lại trên chương trình ca nhạc M!Countdown. Vào tháng 9, 2011, Heechul tạm thời ngừng lại các hoạt động để thực hiện nghĩa vụ quân sự. Ngày 19-20 tháng 11, 2011, Super Junior bắt đầu chuyến lưu diễn vòng quanh thế giới lần đầu tiên, Super Junior The 1st World Tour - Super Show 4, đi qua 10 thành phố trên khắp thế giới bao gồm Seoul, Osaka, Đài Bắc, Singapore, Macao, Bangkok, Paris, Thượng Hải, Jakarta. Tổng cộng cả 4 chuyến lưu diễn của nhóm đã thu hút khoảng 900,000 khán giả đến xem. Đĩa đơn tiếng Nhật thứ 2 của họ, là phiên bản tiếng Nhật của "Mr Simple", được phát hành ngày 7 tháng 12 năm 2011 tại Nhật Bản, tuy vậy thì đây cũng vẫn chưa phải sự ra mắt chính thức của nhóm tại thị trường Nhật.
Các thành viên của Super Junior và Super Junior-M đã cùng thu âm ca khúc "Santa U Are The One" cho album 2011 Winter SMTown – The Warmest Gift phát hành ngày 13 tháng 12, 2011. Ngoài ra, Donghae và Eunhyuk cũng đã cùng nhau phát hành phiên bản nhạc số cho Oppa, Oppa vào ngày 16 tháng 12 đồng thời biểu diễn ca khúc này trên Music Bank cùng ngày hôm đó.
Ngày 29 tháng 11 năm 2011, Super Junior đã tham dự lễ trao giải Mnet Asian Music Awards (MAMA) lần thứ 13 diễn ra tại sân vận động trong nhà Singapore Indoor Stadium. Nhóm đã trở thành người nhận được nhiều giải thưởng nhất tại buổi lễ với 3 giải là: Singapore's choice (nghệ sĩ Hàn Quốc được yêu thích nhất tại Singapore), Best Male Group (nhóm nhạc nam xuất sắc nhất) và một trong ba giải Daesang của MAMA là Album of the Year cho Mr.Simple. Đây là lần thứ hai lễ trao giải này được tổ chức tại nước ngoài, và cũng đánh dấu sự hợp tác trở lại giữa công ty chủ quản của Super Junior là SM Entertainment với đơn vị tổ chức MAMA là kênh Mnet sau hai năm xung đột. Vào ngày 11 tháng 1 năm 2012, Super Junior đã tham dự Golden Disk Awards lần thứ 26 được tổ chức tại sân vận động Kyocera Dome ở Osaka, Nhật Bản. Kết thúc buổi lễ, nhóm đã mang về 4 giải thưởng: Popularity Award, MSN Japan Award, Disk Bonsang Award và giải thưởng lớn nhất là Disk Daesang Award. Theo sau thành công đó, nhóm cũng đã thắng lớn tại Seoul Music Awards diễn ra vào ngày 19 tháng 1 khi nhận được Disk Bonsang và Disk Daesang cùng 4 giải thưởng khác nữa.
Ngày 13 tháng 1 năm 2012, Super Junior được tôn vinh là "Album King" (ông hoàng Album) ở Đài Loan, sau khi album thứ 5 "Mr. Simple" và album thứ 4 "Bonamana" lần lượt đứng thứ nhất và thứ hai trong hạng mục Bảng xếp hạng âm nhạc Hàn Quốc 2012. Quan trọng nhất, là Super Junior đã đứng thứ nhất trên bảng xếp hạng KKBOX Đài Loan trong suốt 64 tuần với ca khúc chủ đề của album thứ 4 "Bonamana", tạo nên kỉ lục là ca khúc đứng ở vị trí số 1 lâu nhất trong lịch sử của KKBOX. Theo sau đó, nhóm cũng đạt vị trí thứ nhất cho ca khúc chủ đề album thứ 5 "Mr. Simple" trong 46 tuần liên tiếp, tự thay thế vị trí số 1 của chính mình. Hiện nay "Mr. Simple" đã bị đánh bật khỏi vị trí số 1 bởi bài hát chủ đề của album thứ 6 "Sexy, Free & Single". Ngày 22 tháng 2, Super Junior đã giành giải Album của năm cho quý 3, 2011 tại lễ trao giải Gaon Chart Awards. Ngày 13 tháng 3, Super Junior cũng giành được giải Video được yêu thích nhất cho "Mr.Simple" tại MYX Music Awards của Philippines.
Ngày 16 tháng 4 năm 2012, Super Junior đã cùng nhau đi đón thành viên vừa hoàn thành nghĩa vụ quân sự Kangin, người đã không có mặt trong các hoạt động của nhóm trong suốt gần 3 năm kể từ tháng 10 năm 2009. Rất đông các fan cả trong và ngoài nước cũng đã có mặt để chào đón anh.
Từ ngày 20 tháng 5 năm 2012, Super Junior đã tham gia vào chuyến lưu diễn vòng quanh thế giới SMTown Live World Tour III của SM Entertainment cùng các nghệ sĩ trong công ty, với điểm dừng chân đầu tiên là tại Los Angeles, Hoa Kỳ. Cũng trong tháng 5, công ty chủ quản SM Entertainment đã cho công chiếu bộ phim tài liệu "I AM" tại nhiều nước trên thế giới, cho thấy những cảnh hậu trường của các nghệ sĩ thuộc công ty kể từ trước khi ra mắt cho đến thời điểm hiện tại, trong đó có Super Junior. Bộ phim được công chiếu ở Hàn Quốc ngày 19 tháng 6, và ở Việt Nam là ngày 22 tháng 6 năm 2012.

### Từ 2012–2013: Sexy Free & Single và tour lưu diễn thế giới Super Show 5
Vào tháng 6, 2012, SM Entertainment thông báo rằng Kangin sẽ trở lại hoạt động với Super Junior trong album phòng thu thứ 6 của nhóm là Sexy, Free & Single. Album được phát hành ở dạng nhạc số vào ngày 1 tháng 7, và phiên bản CD sau đó cũng xuất hiện trên kệ đĩa từ ngày 4 tháng 7, 2012. Ngay sau khi phát hành, album đã lọt vào top album trên iTunes của nhiều quốc gia, trong đó có Hoa Kỳ, Canada, Pháp, Nhật Bản, Australia, Mexico... Nó thậm chí còn xếp ở vị trí thứ 3 tại Billboard World Albums và ra mắt ở vị trí thứ #1 tại Gaon Chart với 335,744 bản được bán ra chỉ trong vòng 1 tháng. Nó cũng trở thành album bán chạy nhất năm trên Hanteo chart chỉ sau 1 tháng ra mắt, và giúp Super Junior trở thành nghệ sĩ bán được nhiều album nhất trong năm tính cho đến thời điểm đó. Phiên bản B của album được phát hành vào ngày 16 tháng 7 và phiên bản repackaged phát hành ngày 7 tháng 8. Cho đến hết tháng 10, 2012 thì tổng doanh số album bán ra của cả 3 phiên bản đã là khoảng 470,000 bản, rất gần với thành tích 500,000 bản mà nhóm đã đạt được với album thứ 5.
Tất cả các bài hát trong album thứ 6 đều lọt vào top đầu tại bảng xếp hạng KKBOX Đài Loan và cả KKBOX Hongkong trong nhiều tuần. Riêng bài hát chủ đề, Sexy, Free & Single, đã thay thế Mr. Simple tại vị trí thứ nhất trên KKBOX Đài Loan cho đến nay đã được 17 tuần (tính cho đến cuối tháng 10, 2012, còn tiếp tục cập nhật), cũng là tuần thứ 127 liên tiếp mà Super Junior đứng thứ nhất tại đây. Nó cũng giữ vị trí thứ nhất trên nhiều bảng xếp hạng âm nhạc quốc tế khác. Đĩa đơn tiếng Nhật phát hành ngày 22 tháng 8 đứng ở vị trí thứ 2 trong bảng xếp hạng tuần trên Oricon và giữ vị trí thứ nhất trên Tower Record của Nhật Bản, bán được khoảng 118,902 bản và được nhận chứng nhận vàng cho album bán được nhiều hơn 100,000 bản tại đây.
Vào tháng 10, Super Junior được đề cử tại hạng mục Best Asia Act của MTV Europe Music Awards (hay MTV EMA) cùng với một số nghệ sĩ châu Á khác (trong đó có cả đại diện của Trung Quốc là Hangeng, cựu thành viên của nhóm).
Trưởng nhóm Leeteuk đã nhập ngũ vào ngày 30 tháng 10, là thành viên thứ 3 trong nhóm đi thực hiện nghĩa vụ quân sự sau Kangin và Heechul. Nhóm đã tổ chức sớm lễ kỉ niệm 7 năm ra mắt từ ngày 20 tháng 10 để trưởng nhóm của họ có thể tham dự trước khi đi. Trong vòng 21 tháng sau đó, nhóm sẽ hoạt động mà không có nhóm trưởng. Và từ đây về sau, các thành viên trong nhóm sẽ thay phiên nhau đi thực hiện nghĩa vụ quân sự theo từng năm trong khi những người còn lại vẫn sẽ đảm bảo duy trì các hoạt động của nhóm.
Super Junior được đề cử cho "Best Asian Act" tại MTV Europe Music Awards cho thấy một lần nữa nổi tiếng của họ trên toàn thế giới. Vào tháng 10, Super Junior đã giành được giải "Teen Style Icon" tại Style Icon Awards] và vào tháng 11 họ cũng giành giải thưởng "Best Artist Group Award" tại Korean Entertainment Arts Awards lần thứ 19. Ngày 30 tháng 11, Super Junior đã tham dự Mnet Asian Music Awards, Họ đã giành được ba giải thưởng "Album of the Year", "Best Global Group - Male" và "Best Line Award", đây là năm thứ hai liên tiếp mà Super Junior chiến thắng" Album of the Year".  Chuyến lưu diễn Super Show 4 được công chiếu dưới dạng 3D đã được trao giải" Work of Art Award "tại Liên hoan 3D quốc tế, chỉ có họ cùng với Glam chiến thắng đạt giải thưởng này.  Ngày 15 tháng 1 Super Junior đã giành được "Disk Daesang" tại 27 Golden Disk Awards, là  "Disk Daesang" thứ 3 mà Super Junior đã giành được, và là lần thứ hai liên tiếp (năm 2011 với  "Mr.Simple").
Nhóm nhỏ Super Junior-K.R.Y đã cóchuyến lưu diễn riêng lần 2 của mình vào cuối năm 2012 và sẽ dừng chân tại các thành phố của Nhật Bản, Thái Lan, Singapore... Đồng thời nhóm nhỏ Super Junior-M cũng đang chuẩn bị cho album mới vào đầu năm 2013. Ngoài ra, vào ngày 30 tháng 10, 2012, SM đã tung ra MV ca khúc "MAXSTEP", là ca khúc ra mắt của một nhóm nhạc dự án mới với sự tham gia của các thành viên nhảy giỏi từ các nhóm nhạc của công ty, trong đó có Eunhyuk và Henry.
Super Junior công bố tour diễn thế giới của họ vào tháng Hai năm 2013 "The World Tour, Super Show 5",  bắt đầu từ Seoul. Sau đó nhóm sẽ đến Trung Quốc, Nhật Bản, Nam Mỹ, và châu Âu. Super Show 5 kết thúc vào đầu năm 2014.

### 2014: MAMACITA và tour lưu diễn thế giới SUPER SHOW 6
Vào tháng Tám năm 2014, SM Entertainment thông báo rằng Leeteuk và Heechul sẽ tái tham gia của Super Junior trong album thứ bảy của nhóm. Vào ngày 29/8 MV chủ đề Mamacita được phát hành trực tuyến trên Youtube và  trong các cửa hàng vào ngày 1/9. Chỉ với ba ngày, Super Junior 'Mamacita' xếp hạng số 1 trên thế giới bảng xếp hạng album của Billboard.
Ngoài ra, Super Junior cũng tổ chức tour diễn vòng quanh thế giới mang tên Super Show 6 vào tháng 9 với concert đầu tiên tại Seoul.Super Junior hoàn thành buổi biểu diễn ba ngày tại Jamsil Arena, Seoul từ ngày 19 đến ngày 21 tháng chín năm 2014 và đánh dấu buổi hòa nhạc lần thứ 100 của họ trên toàn thế giới vào ngày 21 tháng 9 2014. Đây là nghệ sĩ Hàn Quốc đầu tiên biểu diễn 100 buổi hòa nhạc trên thế giới.
Vào ngày 27/10, Super Junior ra mắt phiên bản đặc biệt cho album thứ bảy "Mamacita" với tên gọi This Is Love với tổng cộng 13 track trong đó có 9 track từ album "Mamacita" và 4 track bổ sung.

### 2015–2016:DEVIL,MAGICvà Sự ra đời của Label SJ
Vào ngày 8 tháng 7, SM Entertainment công bố rằng Yesung sẽ hoạt động trở lại với Super Junior để làm một album đặc biệt mang tên Devil, được phát hành vào ngày 16 tháng 7 để kỉ niệm 10 năm hoạt động của nhóm. Vào ngày 16 tháng 8, Super Junior đã thắng 2 giải thưởng: "Nghệ sĩ quốc tế" and "Fandom được bình chọn nhất năm" tại lễ trao giải Teen Choice Awards.
Vào giữa tháng 8, Kibum (thành viên đã ngưng hoạt động từ năm 2009) chính thức rời SM Entertainment và Super Junior.
Vào ngày 10 tháng 9, SM Entertainment công bố rằng Super Junior sẽ ra mắt phần 2 cho album đặc biệt để kỉ niệm 10 năm hoạt động của nhóm mang tên Magic vào ngày 16 tháng 9. Album này được lên kế hoạch để cảm ơn các E.L.F đã luôn ủng hộ và yêu thương Super Junior. Đây cũng là album cuối cùng trước khi Eunhyuk, Donghae và Siwon nhập ngũ.

### 2017–2018: Play, One More Time, chuyến lưu diễn Super Show 7
Vào ngày 27 tháng 9 năm 2017, trang web của Super Junior bắt đầu đếm ngược đến ngày 6 tháng 11 - ngày kỷ niệm 12 năm của họ - thông báo đây là ngày trở lại cho album thứ tám của họ. SJ Returns - Câu chuyện trở lại thực sự của Super Junior, một chương trình thực tế với sự phát triển của nhóm nhạc thần tượng, bắt đầu phát sóng vào ngày 9 tháng 10. Vào ngày 30 tháng 10, video âm nhạc cho "One More Chance" đã được phát hành dưới dạng bản phát hành trước cho album sắp phát hành.  Bài hát được mô tả như một bản ballad pop rock với các bản dựng tinh tế để hướng dẫn giọng hát của bài hát. Vào ngày 31 tháng 10, SJ Label, quản lý nhãn của Super Junior tuyên bố rằng Choi Siwon sẽ không tham gia các hoạt động quảng cáo Play do một sự cố nghiêm trọng gần đây liên quan đến một con chó cưng trong gia đình.
Vào ngày 6 tháng 11, Super Junior đã tổ chức một cuộc họp báo nơi họ nói về album thứ tám của họ, Play, được phát hành cùng ngày. Lời giải thích của từ "Play" là sự kết hợp của hai ý nghĩa "Chơi nhạc" và "chơi một cách hào hứng". Play bao gồm tổng cộng 10 bản nhạc, với "Black Suit" là đĩa đơn chính. Cùng ngày, video âm nhạc cho "Black Suit" đã được phát hành, kiếm được 3 triệu lượt xem sau 24 giờ.
Vào ngày 11 tháng 12, Super Junior đã phát hành album đơn tiếng Nhật "On and On", được sáng tác bởi Siwon.  Vào tháng 12 năm 2017, Super Junior bắt đầu chuyến lưu diễn vòng quanh thế giới của họ, Super Show 7.
SJ Label thông báo rằng một bản làm lại của Play có tên Replay sẽ được phát hành vào ngày 12 tháng 4 năm 2018. Video âm nhạc của đĩa đơn chính, "Lo Siento" đã được phát hành cùng ngày. Đây là một "bài nhảy song ngữ với những góc nghiêng nhiệt đới",  vì nó được hát bằng tiếng Hàn, tiếng Tây Ban Nha và tiếng Anh. Nó được sản xuất bởi nhà sản xuất đoạt giải Grammy Play-n-Skillz và hợp tác với nữ ca sĩ gốc Tây Ban Nha Leslie Grace. "Lo Siento" xuất hiện ở vị trí thứ 13 trên bảng xếp hạng Bài hát Latin của Billboard, biến Super Junior trở thành nghệ sĩ K-pop đầu tiên được xuất hiện trên bảng xếp hạng này.  "Lo Siento" cũng xuất hiện ở vị trí thứ 2 trên Bảng xếp hạng doanh thu bài hát kỹ thuật số thế giới.
Vào cuối tháng 8, thông báo rằng Super Junior sẽ biểu diễn tại lễ bế mạc Đại hội thể thao châu Á 2018 tại Jakarta vào ngày 2 tháng 9. Heechul vắng mặt trong buổi biểu diễn vì vấn đề sức khỏe và họ đã biểu diễn với bảy thành viên. Vào ngày 8 tháng 10, Super Junior đã phát hành một EP đặc biệt, One More Time, với đĩa đơn cùng tên với ban nhạc Reik của Mexico.  "One More Time" xuất hiện ở vị trí thứ 18 trên bảng xếp hạng Bán hàng bài hát kỹ thuật số Latin và ở vị trí thứ 5 trên bảng xếp hạng Doanh số bài hát kỹ thuật số Latin Pop. "One More Time" cũng xuất hiện ở vị trí thứ 4 trên bảng xếp hạng Bài hát kỹ thuật số thế giới.

### 2019–2020: Sự rời đi của Kangin,Time Slipvà Super Show 8
Vào ngày 7 tháng 5 năm 2019, Kyuhyun chính thức xuất ngũ, đánh dấu sự kết thúc nghĩa vụ quân sự của các thành viên Super Junior. Nhóm đang lên kế hoạch phát hành một album bao gồm đội hình đầy đủ vào nửa cuối năm 2019, mặc dù chỉ có chín người sẽ tham gia, trong khi đó, Sungmin sẽ có các hoạt động cá nhân ngoài nhóm.
Vào ngày 3 tháng 6 năm 2019, Super Junior sẽ biểu diễn tại sân vận động Al Johra ở Ả Rập Saudi. Vào ngày 2 tháng 7, SJ Label đã xác nhận tin tức và SS7S sẽ diễn ra vào ngày 12 tháng 7 năm 2019. Doanh thu bán vé cho "Super Show 7S" bắt đầu vào ngày 3 tháng 7; do lưu lượng truy cập cao, trang web của sân vận động đã bị đánh sập chỉ sau 5 phút phát hành và cuối cùng vé đã được bán hết sau ba giờ.
Vào ngày 13 tháng 7 năm 2019, Super Junior-K.R.Y. và Super Junior-D & E biểu diễn tại Lễ hội Mùa Jeddah, cùng với các ngôi sao toàn cầu như Andrea Bocelli và Mariah Carey. Đây là lần đầu tiên một nhóm nhạc K-pop được biểu diễn ở Jeddah, một trong những thành phố quan trọng nhất ở Ả Rập Saudi, xác nhận vị thế của Super Junior là "vua của làn sóng Hallyu".
Vào ngày 11 tháng 7 năm 2019, Label SJ tuyên bố Kangin tự nguyện rời khỏi Super Junior, mặc dù anh sẽ duy trì hợp đồng với SM. Vào ngày 12 tháng 7 năm 2019, Super Junior đã biểu diễn tại Lễ hội Mùa Jeddah khi là nhóm nhạc Kpop đầu tiên tổ chức một buổi hòa nhạc solo tại Ả Rập Xê Út. Các nhóm nhỏ Super Junior-K.R.Y. và Super Junior-D&E cũng biểu diễn trong lễ hội vào ngày 13 tháng 7.
Đội hình gồm chín thành viên của Super Junior phát hành album phòng thu thứ chín của họ, Time Slip, vào ngày 14 tháng 10 năm 2019, cùng với Sungmin để có các hoạt động cá nhân ngoài nhóm trong thời gian này. Các buổi biểu diễn quảng bá tạm thời bị hoãn lại do cái chết của Sulli. Bốn đĩa đơn của album được phát hành trước, "Show", "Somebody New", "The Crown" và "I Think I", và đĩa đơn "Super Clap". Vào ngày 12 tháng 10, nhóm bắt đầu chuyến lưu diễn thứ tám trước khi phát hành album, Super Show 8: Infinite Time, bắt đầu tại Seoul, Hàn Quốc. Vào ngày 20 tháng 10, Super Junior tiếp tục các hoạt động của họ bằng cách xuất hiện trên Inkigayo để thực hiện đĩa đơn chính "Super Clap". Tuy nhiên, Heechul đã không tham gia cùng với nhóm do chấn thương. Album cũng giành được vị trí đầu tiên trong các chương trình âm nhạc hàng tuần như M Countdown và Music Bank. Time Slip nhận được chứng nhận album bạch kim vào ngày 12 tháng 12 năm 2019. Super Junior  phát hành mini album tiếng Nhật thứ hai của họ, I Think U vào ngày 29 tháng 1 năm 2020, nhanh chóng vươn lên vị trí số một trên Oricon Albums Chart.
Vào ngày 7 tháng 1 năm 2020, album Time Slip được công bố sẽ được phát hành lại dưới dạng album tái phát hành, Timeless vào ngày 28 tháng 1 năm 2020.

### 2021–nay: Kỷ niệm 15 năm,The RenaissancevàThe Road
Năm 2021, Super Junior đã cho ra mắt album The Renaissance nhằm đánh dấu kỷ niệm 15 năm trên hành trình sự nghiệp của nhóm, qua hai đĩa đơn chính là Melody và House Party. Đến năm 2023, nhóm đã ra mắt album The Road thông qua việc tổng hợp hai phần riêng lẻ của album đã được phát hành vào năm 2022. Cùng năm, nhóm nhỏ Super Junior-L.S.S. được ra mắt với ba thành viên Leeteuk, Shindong và Siwon.

## Thành viên
- Chú thích: In đậm là nhóm trưởng

| Nghệ danh                          | Nghệ danh | Nghệ danh | Nghệ danh  | Tên khai sinh      | Tên khai sinh | Tên khai sinh | Tên khai sinh    | Tên khai sinh    | Ngày sinh         | Nơi sinh                      | Quốc tịch  |
| Latinh                             | Hangul    | Hanja     | Kana       | Latinh             | Hangul        | Hanja         | Kana             | Hán-Việt         | Ngày sinh         | Nơi sinh                      | Quốc tịch  |
| ---------------------------------- | --------- | --------- | ---------- | ------------------ | ------------- | ------------- | ---------------- | ---------------- | ----------------- | ----------------------------- | ---------- |
| Leeteuk                            | 이특      | 利特      | イトゥク   | Park Jung-Soo      | 박정수        | 朴正洙        | パク・ジョンス   | Phác Chính Thù   | 1 tháng 7, 1983   | Seoul                         | Hàn Quốc   |
| Heechul                            | 희철      | 希澈      | ヒチョル   | Kim Hee-Chul       | 김희철        | 金希澈        | キム・ヒチョル   | Kim Hy Triệt     | 10 tháng 7, 1983  | Hoengseong, Gangwon           | Hàn Quốc   |
| Yesung                             | 예성      | 藝聲      | イェソン   | Kim Jong-Woon      | 김종운        | 金鐘雲        | キム・ジョンウン | Kim Chung Vân    | 24 tháng 8, 1984  | Seoul                         | Hàn Quốc   |
| Shindong                           | 신동      | 神童      | シンドン   | Shin Dong-Hee      | 신동희        | 金鐘雲        | シン・ドンヒ     | Thân Đông Hi     | 28 tháng 9, 1985  | Mungyeong, Gyeongsang Bắc     | Hàn Quốc   |
| Sungmin                            | 성민      | 晟敏      | ソンミン   | Lee Sung-Min       | 이성민        | 李晟敏        | イ・ソンミン     | Lý Thịnh Mẫn     | 1 tháng 1, 1986   | Ilsan, Goyang, Gyeonggi       | Hàn Quốc   |
| Eunhyuk                            | 은혁      | 銀赫      | ウニョク   | Lee Hyuk-Jae       | 이혁재        | 李赫宰        | イ・ヒョクチェ   | Lý Hách Tể       | 4 tháng 4, 1986   | Neunggok, Goyang, Gyeonggi    | Hàn Quốc   |
| Donghae                            | 동해      | 東海      | ドンヘ     | Lee Dong-Hae       | 이동해        | 李東海        | イ・ドンヘ       | Lý Đông Hải      | 15 tháng 10, 1986 | Mokpo, Jeolla Nam             | Hàn Quốc   |
| Siwon                              | 시원      | 始源      | シウォン   | Choi Si-Won        | 최시원        | 崔始源        | チェ・シウォン   | Thôi Thủy Nguyên | 10 tháng 2, 1987  | Seoul                         | Hàn Quốc   |
| Ryeowook                           | 려욱      | 厲旭      | リョウク   | Kim Ryeo-Wook      | 김려욱        | 金厲旭        | キム・リョウク   | Kim Lệ Húc       | 21 tháng 6, 1987  | Incheon                       | Hàn Quốc   |
| Kyuhyun                            | 규현      | 圭賢      | キュヒョン | Cho Kyu-Hyun       | 조규현        | 曺圭賢        | チョ・ギュヒョン | Triệu Khuê Hiền  | 3 tháng 2, 1988   | Nowon, Seoul                  | Hàn Quốc   |
| Thành viên nhóm phụ Super Junior-M |           |           |            |                    |               |               |                  |                  |                   |                               |            |
| Zhoumi                             | 조미      | 周覓      | チョウミ   | Zhou Mi            | 조미          | 周覓          | チョウミ         | Chu Mịch         | 19 tháng 4, 1986  | Vũ Hán, Hồ Bắc                | Trung Quốc |
| Cựu thành viên                     |           |           |            |                    |               |               |                  |                  |                   |                               |            |
| Hangeng                            | 한경      | 韓庚      | ハンギョン | Han Kyung/Han-geng | 한긍          | 韓庚          | ハン・グン       | Hàn Canh         | 10 tháng 7, 1983  | Mẫu Đơn Giang, Hắc Long Giang | Trung Quốc |
| Kibum                              | 기범      | 起範      | キボム     | Kim Ki-Bum         | 김기범        | 金起範        | キム・キボム     | Kim Khởi Phạm    | 21 tháng 8, 1987  | Seoul                         | Hàn Quốc   |
| Henry                              | 헨리      | 劉憲華    | ヘンリー   | Henry Lau          | 헨리          | 劉憲華        | ヘンリー         | Lưu Hiến Hoa     | 11 tháng 10, 1989 | Toronto, Ontario              | Canada     |
| Kangin                             | 강인      | 強仁      | カンイン   | Kim Young-Woon     | 김영운        | 金英雲        | キム・ヨンウン   | Kim Vĩnh Vân     | 17 tháng 1, 1985  | Seoul                         | Hàn Quốc   |

### Dòng thời gian hoạt động
- Đỏ (ngang) = Hoạt động
- Đen (ngang) = Không hoạt động
- Đen (dọc) = Album phòng thu

## Phong cách âm nhạc

### Phong cách nghệ thuật
Nhóm sử dụng nhạc thuộc thể loại bubblegum pop trong album "Super Junior 05"; thanh nhã và một chút alternative rock trong '"Don't Don"; Pop và R&B đương đại trong "Sorry, Sorry" và "Bonamana"; cùng với electropop và synthpop trong "Mr. Simple"; rồi cả soulful eurohouse trong "Sexy, Free & Single". Nhóm cũng đã có vài ca khúc cover (hát lại) các bài hát của nghệ sĩ khác trong album của mình. Bài hát ra mắt của nhóm "Twins (Knock Out)" là một bản cover ca khúc "Knockout" của Triple Eight đã phát hành năm 2003. Phần lớn các bản cover của họ đều được giữ lại nguyên tên gốc của bài, ví dụ như "L.O.V.E" của Cape và "Believe" của Exile, cả hai bài đều nằm trong album "SuperJunior05 (Twins)". Super Junior đã nhiều lần cộng tác với nhạc sĩ Yoo Young-jin, người đã sản xuất và phối nhạc cho hầu hết những ca khúc chủ đề của nhóm từ khi ra mắt. Yoo Youngjin cũng được biết đến là người đã tạo nên phong cách SMP nổi tiếng, một phong cách bao gồm sự pha trộn cân bằng giữa rock, R&B và rap, thêm vào đó là âm thanh của guitar điện, bass, và những nhạc cụ thuộc bộ gõ khác. Super Junior cũng đã sử dụng phong cách SMP này trong "Don't Don". Nhóm cũng được đánh giá cao nhờ khả năng hòa âm và đồng thanh như một thể thống nhất giữa các thành viên trong những đoạn điệp khúc, và đôi khi cũng có sự kết hợp chặt chẽ giữa các kiểu giọng khác nhau trong các bài hát của họ.[f]
Hình tượng của Super Junior là một nhóm nhạc dance, nên tất cả các bài hát chủ đề album của nhóm đều là nhạc dance, pop-dance, thể loại đi kèm với vũ đạo. Ngoài ra nhóm cũng thường có những đoạn rap trong ca khúc của mình, phần này thường được thể hiện bởi Eunhyuk, Shindong, Donghae, đôi khi sẽ có cả Heechul và Leeteuk.
Super Junior nổi tiếng với phong cách âm nhạc riêng của mình là "SJ Funky" (Super Junior Funky) đã được nhóm sử dụng cho 3 bài hát chủ đề của album thứ 3, thứ 4 và thứ 5 là Sorry, Sorry, Bonamana và Mr. Simple có sử dụng âm thanh cơ khí của những nhạc cụ kim loại cùng với việc chỉnh giọng sang kiểu điện tử bằng auto-tune. Phong cách này đã rất thành công với Sorry, Sorry....Chính nhờ những thứ ấy mà Super junior đã bắt đầu con đường của mình.

### Phong cách vũ đạo
Ra mắt với chủ ý trở thành một nhóm nhạc thiên về nhảy theo phong cách hip hop, thỉnh thoảng họ cũng tham gia những màn trình diễn và thi nhảy B-boy trong sự nghiệp âm nhạc của mình. Phần lớn các điệu nhảy của họ có ảnh hưởng từ phong cách nhảy đường phố, với vũ đạo bao gồm những động tác hip hop như popping, waving, floating, và liquid dancing. Han Geng và Sungmin là hai thành viên biết võ thuật, nên những bước nhảy có phong cách võ thuật đôi khi cũng được thêm vào vũ đạo của nhóm. Được đào tạo một cách chuyên nghiệp từ trước khi ra mắt, Super Junior đôi khi cũng tự biên đạo cho những điệu nhảy của nhóm. Shindong là người biên đạo chính cho "U" và phần lớn những màn vũ đạo được các thành viên biểu diễn tại các chương trình TV hay concert. Eunhyuk đã biên đạo cho "Boom, Boom" cũng như đã cùng các thành viên khác tạo nên vũ đạo cho "Don't Don" và "Marry U".
Kể từ "Sorry, Sorry", Super Junior đã có bước đột phá về phong cách nhảy của mình khi được làm việc với nhà biên đạo nổi tiếng Nick Bass, người đã từng hợp tác với nhiều ngôi sao nổi tiếng thế giới như Michael Jackson và Justin Timberlake. Sau khi Han Geng rời nhóm, Kyuhyun và Sungmin đã được thêm vào nhóm nhảy chính của Super Junior, cùng với Eunhyuk, Donghae, và Shindong. Trong album thứ 6, nhóm một lần nữa lại cộng tác với những vũ sư người nước ngoài mà đứng đầu là Devin Jamieson, người đã từng làm việc với các nghệ sĩ như BoA, Michael Jackson, Britney Spears và Hilary Duff; và các vũ sư khác như Lyle Beniga, Nick Baga và Devon Perri.

### Sáng tác
Gần như tất cả các đoạn rap trong các album của Super Junior đều được viết bởi Eunhyuk, đôi khi có sự tham gia của các thành viên khác như Shindong, Donghae, Heechul và Leeteuk. Còn các bài hát trong các album của nhóm cũng đã có sự tham gia của các thành viên:
| Album         | Tên bài                 | Lời                                                                         | Nhạc                      | Chú thích                          |
| ------------- | ----------------------- | --------------------------------------------------------------------------- | ------------------------- | ---------------------------------- |
| Vol 1         | Believe                 | Heechul                                                                     | Nhạc Nhật                 |                                    |
| Vol 2         | I am                    | Leeteuk, Sungmin, Eunhyuk, Donghae                                          | –                         |                                    |
| Vol 3         | Love U More             | Ryeowook, Sungmin                                                           | Ryeowook                  |                                    |
| Vol 4         | All My Heart            | –                                                                           | Leeteuk, Henry            | Cùng SJ-M Henry                    |
| Vol 4         | A Short Journey         | Eunhyuk                                                                     | Donghae                   | Viết cho Kangin trước khi nhập ngũ |
| Vol 5         | Y                       | Donghae                                                                     | Donghae                   | Cùng Chance                        |
| Vol 5         | Andante                 | –                                                                           | Leeteuk                   | Cùng SJ-M Henry                    |
| Vol 5         | Oops!                   | Eunhyuk, Donghae, Shindong, Leeteuk, Heechul                                | –                         | Bài rap                            |
| Vol 6         | Gulliver                | Eunhyuk                                                                     | –                         |                                    |
| Vol 6         | Only U                  | Leeteuk, Donghae                                                            | Leeteuk                   |                                    |
| Vol 6         | HARU                    | Donghae, Kwon Soon Il                                                       | Donghae                   |                                    |
| Vol 7         | Shirt                   | Donghae, Team One Sound                                                     | Donghae, Team One Sound   |                                    |
| Vol 7         | Don't Leave Me          | Choi Siwon, 220, Iconic Sounds                                              | Choi Siwon, Iconic Sounds |                                    |
| DEVIL Special | Don't Wake Me Up        | Donghae, Team One Sound                                                     | Donghae, Team One Sound   |                                    |
| DEVIL Special | Forever With You        | Zhou Mi                                                                     | –                         |                                    |
| DEVIL Special | Alright                 | Donghae, Eunhyuk, Team One Sound                                            | Donghae, Team One Sound   |                                    |
| DEVIL Special | You Got It              | Leeteuk, Heechul, Eunhyuk, Team One Sound                                   | –                         |                                    |
| DEVIL Special | Sarang♥                 | Heechul, Team One Sound                                                     | Leeteuk, Team One Sound   |                                    |
| Vol 8         | Scene Stealer           | Eunhyuk                                                                     | –                         |                                    |
| Vol 8         | One More Chance         | Donghae, J-dub, Eunhyuk                                                     | Donghae, J-dub            |                                    |
| Vol 8         | Good Day For A Good Day | Eunhyuk                                                                     | –                         |                                    |
| Vol 8         | Girlfriend              | Eunhyuk                                                                     | –                         |                                    |
| Vol 8         | Spin Up                 | Heechul, Eunhyuk                                                            | –                         |                                    |
| Vol 8         | I do                    | Heechul                                                                     | –                         |                                    |
| Vol 8         | Lo Siento               | Heechul, Eunhyuk, Leslie Grace                                              | Play-N-Skillz             |                                    |
| Vol 8         | Hug                     | Yesung                                                                      | Yesung                    |                                    |
| Vol 8         | Super Duper             | Leeteuk, Team One Sound                                                     | Leeteuk, Team One Sound   |                                    |
| Vol 8         | Me & U                  | Eunhyuk                                                                     | –                         |                                    |
| Vol 9         | I Think I               | Eunhyuk, January 8th, Jo Yoon-kyung                                         | –                         |                                    |
| Vol 9         | Game                    | Heechul, Eunhyuk, ZNEE (153/Joombes), Jung Ku-ru & Kim Ji-soo (Jam Factory) | –                         |                                    |
| Vol 9         | No Drama                | Leeteuk, Oneway                                                             | Leeteuk, Oneway           |                                    |
| Vol 9         | Rock Your Body          | Donghae, J-dub                                                              | Donghae, J-dub            |                                    |

## Nhóm nhỏ
Kể từ khi ra mắt đến nay, đã có 4 nhóm nhỏ chính thức của Super Junior được thành lập. Ngoại trừ Kibum, tất cả các thành viên khác đều được đặt vào ít nhất một nhóm nhỏ nào đó. Mục đích tạo nên các nhóm nhỏ là một phần trong chiến lược của SM Entertainment, để không giới hạn hoạt động của Super Junior trong khi vài thành viên khác lại có thể tập trung vào những hoạt động cá nhân của mình. Ngoài ra, mục đích tạo nên các nhóm nhỏ cũng là để cho thấy Super Junior có khả năng theo đuổi và trình diễn nhiều thể loại âm nhạc khác nhau. Chiến lược này sau đó đã được dư luận đánh giá tốt khi nó có ảnh hưởng đến một lượng lớn các nhóm nhạc khác cũng muốn tạo nên những nhóm nhỏ giống như vậy.
- Super Junior - K.R.Y: Kyuhyun, Ryeowook, Yesung
- Super Junior - T: Leeteuk, Heechul, Shindong, Sungmin, Eunhyuk
- Super Junior-M: Sungmin, Eunhyuk, Siwon, Zhou Mi, Donghae, Ryeowook, Kyuhyun
- Super Junior-Happy: Leeteuk, Yesung, Shindong, Sungmin, Eunhyuk
- Super Junior-D&E: Donghae, Eunhyuk

## Các chuyến lưu diễn
Các chuyến lưu diễn chính
- 2008–09: The 1st ASIA TOUR, Super Show
- 2009–10: The 2nd ASIA TOUR, Super Show 2
- 2010–11: The 3rd ASIA TOUR, Super Show 3
- 2011–12: The WORLD TOUR, Super Show 4
- 2013–14: The WORLD TOUR, Super Show 5
- 2014–15: The WORLD TOUR, Super Show 6
- 2017–18: The WORLD TOUR, Super Show 7
- 2019–20: The WORLD TOUR, Super Show 8
- 2022–23: The WORLD TOUR, Super Show 9

Chuyến lưu diễn họp mặt người hâm mộ
- Super Camp (2015–16)

Các chuyến lưu diễn có tham gia
- 2007: SMTown Live '07 Summer Concert
- 2008–09: SMTown Live '08
- 2010–11: SMTown Live '10 World Tour
- 2012–13: SMTown Live '12 World Tour (hay SMTown Live World Tour III)
- 2012: Music Bank World Tour (tại Việt Nam và Chile)

## Danh sách đĩa nhạc
Album phòng thu tiếng Hàn
- SuperJunior05 (Twins) (2005)
- Don't Don (2007)
- Sorry, Sorry (2009)
- Bonamana (2010)
- Mr. Simple (2011)
- Sexy, Free & Single (2012)
- Mamacita (2014)
- Play (2017)
- Time_Slip (2019)
- The Renaissance (2021)
- The Road (2023)
- Super Junior25 (2025)

Album phòng thu tiếng Nhật
- Hero (2013)
- Star (2021)

## Đại diện quảng bá hình ảnh
Super Junior đã được bổ nhiệm làm Đại sứ thiện chí trong lễ kỉ niệm 50 quan hệ giữa Thái Lan và Hàn Quốc vào năm 2008. Ngày 20 tháng 2, 2010, Super Junior trở thành Đại sứ du lịch của Đài Loan. Gần đây, Ủy ban du lịch Hong Kong cũng đã chính thức có lời mời Super Junior dẫn chương trình cho một chương trình quảng bá du lịch Hong Kong. Super Junior cũng là đại sứ cho chiến dịch Hiến máu nhân đạo của Hội chữ thập đỏ Hàn Quốc (từ 2007 đến nay) và cũng được bổ nhiệm là đại sứ thiện chí cho Ngày quốc tế hiến máu. Vào ngày 3 tháng 3, 2011, Super Junior được Bộ Lương thực, Nông nghiệp, Lâm nghiệp và Thủy sản Hàn Quốc bổ nhiệm làm đại sứ ẩm thực Hàn Quốc năm 2011 nhằm quảng bá ẩm thực Hàn Quốc đến toàn thế giới. Ngày 17 tháng 6, 2011, Super Junior được chọn làm đại sứ cho đợt giảm giá mùa hè Seoul Summer Sale 2011. Họ còn được chọn cho vị trí này trong năm tiếp theo, Seoul Summer Sale 2012. Vào ngày 24 tháng 7, 2011, Super Junior được bổ nhiệm làm đại sứ du lịch của Hàn Quốc và LG Hàn Quốc. Ngày 26 tháng 7, nhóm đã ký Bản ghi nhớ về các thỏa thuận với người đứng đầu Tổ chức Du lịch Hàn Quốc, Lee Cham, trong một buổi lễ đơn giản để chính thức công nhận mối liên kết giữa họ. Super Junior cũng được chọn để làm người mẫu đại diện cho Lotte Duty Free.
Các thành viên Super Junior bắt đầu đóng quảng cáo từ đầu năm 2006, đáng chú ý là cho các nhãn hiệu thời trang Ivy Club (2006–2007), NII Qualified (2007) và Spris (2006–2007).
Nhóm cũng được biết đến với quảng cáo vui nhộn cho Yamaha Fino Thái Lan cùng một số nghệ sĩ khác của Thái. Từ 2009 đến nay, Super Junior đã quay quảng cáo cho những thương hiệu như Kyochon Chicken (gà rán), Star Snacks và Happy Bubble (sữa rửa mặt). Nhóm cũng làm đại diện cho dòng sản phẩm quần áo SPAO (2009 đến nay). Đầu năm 2011, Super Junior được chọn làm người mẫu quảng cáo cho một chuỗi cửa hàng tiện ích của Nhật, Circle K Sunkus. Ngày 16 tháng 5, bài hát của nhóm được phát trên nhiều kênh truyền hình Nhật Bản dưới tư cách bài hát quảng cáo cho Circle K Sunkus.
Nhóm cũng đã quảng cáo và đại diện cho chiến dịch marketing cho dòng điện thoại smartphone của Samsung là Samsung Galaxy S tại Singapore. Ngày 18 tháng 10, 2011, Super Junior và nhóm nhạc cùng công ty là f(x) được chọn là người mẫu đại diện mới cho LG Electronics, và sẽ tham gia vào chiến dịch marketing toàn cầu của công ty. Công ty cũng đã cho công chiếu chuyến lưu diễn Super Show 3 của Super Junior dưới dạng 3D vào năm 2011 và sản xuất MV 3D cho nhóm vào đầu 2012.
Các thành viên của nhóm nhỏ Super Junior-M có tham gia đóng một quảng cáo cho hãng điện thoại của Trung Quốc OPPO. Họ cũng tham gia đóng quảng cáo cho Pepsi và cho dòng thời trang của Trung Quốc Semir, khiến nhóm trở nên nổi tiếng hơn nữa tại thị trường đông dân này.
Donghae và Siwon là người mẫu đại diện cho dòng thời trang nổi tiếng của Philippines, Bench. Kyuhyun hiện cũng đang là người đại diện quảng bá cho rong biển Masita - một loại đồ ăn vặt của Thái Lan.
Với sự nổi tiếng của nhóm ở Thái Lan, Siwon đã ký hợp đồng và trở thành gương mặt đại diện chính thức cho 12 Plus Miracle (2007 đến nay), hãng này cũng quay quảng cáo luân phiên với các thành viên khác nữa của Super Junior. Gần đây anh còn đại diện và làm người mẫu cho smartphone Reaction của hãng SK Telesys "Reaction", và đã có xuất hiện trong vài quảng cáo hài hước của loại điện thoại này. Tháng 7, 2010, Siwon được bổ nhiệm làm đại sứ của UNICEF. Công ty máy tính Acer Computer Co., Ltd. Thái Lan đã mời Siwon đại diện cho một dòng sản phẩm mới của Acer. Anh còn được mời xuất hiện trên các tạp trí trứ danh như Cosmopolitan, Elle, High Cut, và Men's Health, cũng như được chọn làm người mẫu cho các thương hiệu lớn trên thế giới như Armani, Lacoste, Gucci, và Burberry.
Donghae đã cùng với thành viên Seohyun của Girls' Generation phát hành một ca khúc dưới dạng nhạc số có tên "Dreams Comes True" vào ngày 11 tháng 6, 2011 và số tiền thu được sẽ dành để quyên góp cho UNICEF. Quỹ này sẽ được sử dụng để giúp đỡ những trẻ em gặp nhiều đau khổ ở Ethiopia, Kenya, Somalia, và Djibouti. Hiện nay, Donghae đang đại diện cho dòng sản phẩm kính áp tròng "Maxim Contact lens" trên phạm vi toàn cầu.

## Trên các phương tiện truyền thông khác
Vào ngày 20 tháng 7, 2010, SM Entertainment đã cùng với NEOWIZ Internet Corporation, Ltd phát hành một ứng dụng cho iPhone có sử dụng album thứ 4 của Super Junior là Bonamana. Phiên bản dùng thử có thể được tải về miễn phí từ iTunes, trong khi phiên bản đầy đủ được tải về với giá 7.99 USD. Cho đến nay, thêm nhiều ca khúc khác của nhóm cũng đã được sử dụng.

## Tác động và ảnh hưởng
Trong suốt thời gian hoạt động của Super Junior, vài nhóm nhạc khác cũng đã được thành lập với số thành viên nhiều tương tự. JYP Entertainment đã tuyển chọn 13 chàng trai để thành lập một nhóm mới và họ đã tham gia vào một chương trình có tên Hot Blood Men. Trong số 13 người này, 11 người hiện nay đã được chia vào hai nhóm ra mắt tại hai thời điểm khác nhau: 2AM, có 4 thành viên; và 2PM, có 7 thành viên (Hiện nay Jaebum của 2PM đã rời khỏi nhóm, nên 2PM chỉ còn 6 thành viên). Hai nhóm đã cùng nhau tạo thành một nhóm có 11 thành viên gọi là One Day.
Nhóm nhạc nam Ast'1, một nhóm nhạc dưới sự quản lý của DSP Entertainment, đã phát hành một đoạn video quảng bá vào tháng 3, 2008. Trong đoạn phim ngắn này, nhóm đã viết một hàng chữ thư pháp có nội dung "Đánh bại Super Junior", mà sau đó đã khiến nhóm này nhận được rất nhiều lời chỉ trích. Tuy nhiên, nhóm bày tỏ rằng không hề có ý gây chiến, và giải thích lý do thực sự là vì họ muốn được như Super Junior, họ coi Super Junior là cái đích cho sự thành công của mình.
Năm 2007, công ty chủ quản SM Entertainment cho ra mắt nhóm nhạc nữ Girls' Generation với 9 thành viên, được coi là phiên bản nữ của Super Junior vì hai nhóm sẽ có phong cách âm nhạc tương tự nhau. Cho đến nay, cả hai nhóm đều đạt được những thành công riêng biệt trên con đường hoạt động âm nhạc của mình và cũng có nhiều cuộc đối đầu tại các lễ trao giải lớn hay các cuộc bình chọn, trở thành hai trong số những nhóm nhạc hàng đầu Hàn Quốc hiện nay.
Tháng 4, 2012, SM Entertainment cũng cho ra mắt nhóm nhạc nam mới có tên EXO gồm 12 thành viên, được chia làm hai nhóm là EXO-K (6 thành viên) sẽ hoạt động tại Hàn Quốc và EXO-M (6 thành viên) hoạt động tại thị trường Trung Quốc. Leeteuk đã làm MC cho buổi showcase ra mắt của nhóm này tại Seoul vào ngày 31 tháng 3, 2012 và nói rằng nhóm khiến anh nhớ tới Super Junior cũng có 12 thành viên khi mới ra mắt.

## Tranh cãi

### Mở rộng hoạt động ra Trung Quốc
Sau nhóm nhỏ Super Junior-K.R.Y và Super Junior-T, vào ngày 2 tháng 10, 2007, SM Entertainment thông báo một nhóm nhỏ nữa của Super Junior sắp ra đời và sẽ hoạt động tại Trung Quốc từ năm 2008. Zhoumi và một học viên người Canada gốc Hoa của SM Entertainment là Henry Lau, người đã từng xuất hiện trong MV "Don't Don", sẽ là hai thành viên của nhóm nhỏ này.
Thông báo đã gây nên một làn sóng phản đối mạnh mẽ và sự bất bình từ fan của Super Junior về hai thành viên mới. Lúc đầu, các fan đã định tẩy chay hết sản phẩm của công ty, nhưng sau đó họ đã nhất trí cho một cuộc biểu tình trong im lặng thay thế. Hàng ngàn fan từ fanclub chính thức E.L.F của Super Junior đã âm thầm ngồi trước tòa nhà SM và mang theo những biểu tượng để ủng hộ việc nhóm chỉ có 13 thành viên.
Sau nhiều tin đồn xung quanh việc thêm thành viên vào nhóm, các fan đã quyết định tìm tiếng nói trong công ty nhờ vào việc trở thành cổ đông của SM Entertainment. Vào ngày 20 tháng 3, 2008, các fan của Super Junior đã mua 58.206 cổ phiếu của SM Entertainment, nắm giữ 0.3% cổ phần của công ty. Họ đã tuyên bố rằng sẽ làm mọi cách để có thể chống lại việc SM thêm thành viên vào nhóm, giữ vững con số 13 thành viên của Super Junior.

### Xung đột với MBC
Đã có một cuộc tranh cãi giữa SM Entertainment và đài MBC khi SM muốn Kangin tham gia chương trình Explorers of the Human Body (Khám phá cơ thể người) của đài SBS thay vì chương trình Sunday Night Dong-An Club (동안클럽) của MBC mà Kangin đang tham gia dẫn chương trình. MBC sau đó đã tạm thời ngừng phát sóng tất cả các màn trình diễn hay chương trình có sự tham gia của Super Junior tại MBC. Kangin cũng đánh mất vị trí MC vào tay T.O.P của Big Bang tại chương trình âm nhạc Show! Music Core và tại hai chương trình tạp kĩ khác mà sau đó đã phải ngưng lại do tỉ suất xem thấp sau khi Kangin rời khỏi. MBC đã yêu cầu một lời xin lỗi từ SM Entertainment để lại có thể đưa Super Junior xuất hiện trở lại trên các chương trình của kênh này. Tuy nhiên, MBC cũng đã nói rõ rằng việc cấm Super Junior xuất hiện chưa bao giờ được tuyên bố một cách chính thức, mà chỉ là quyết định của các nhà sản xuất của các chương trình đó mà thôi.

### Han Geng kiện công ty và rời nhóm
Vào ngày 21 tháng 12, 2009, Han Geng đã đệ đơn xin chấm dứt hợp đồng với SM Entertainment, công ty quản lý của nhóm. Ngày tiếp sau đó, luật sư của Han Geng đã công bố nguyên nhân cho sự việc trên: Những điều khoản trong hợp đồng là có lợi cho SM, thời gian hợp đồng hoàn toàn không hợp lý khi dài tới 13 năm, khoản tiền kết thúc hợp đồng là quá lớn, không được quyền bàn lại về hợp đồng, bị bắt phải làm những việc không được nêu trong hợp đồng, bị bắt làm những việc trái ý muốn, bị phạt nếu không nghe theo công ty hoặc không tham gia một sự kiện nào đó hay thậm chí chỉ là đến muộn, và cuối cùng là việc phân chia lợi nhuận không đồng đều. Thêm vào đó, công ty đã bắt anh làm việc suốt và chỉ có một ngày nghỉ trong suốt hai năm, do đó mà bệnh viêm dạ dày và bệnh thận của anh cũng trở nên trầm trọng hơn.
Quản lý hiện tại của Han Geng, Tôn Lạc (Sun Le), cũng đệ trình lên tòa án Hàn Quốc rằng SM Entertainment còn vi phạm một số quyền của Han Geng. Nội dung bản đệ trình của Tôn Lạc bao gồm: Han Geng bị bắt phải mang mặt nạ do cách xử lý không tốt của công ty với vấn đề visa của anh, công ty cố ý chia cắt anh và gia đình, công ty từ chối lắng nghe hoặc phản bác các đề nghị của anh, công ty cố ý từ chối các hoạt động cá nhân cho Han Geng (trong đó có việc xuất hiện trong MV Fireflies của của Lâm Y Thần, mà sau đó đã có sự tham gia của Siwon và Donghae), và công ty cũng kiềm chế cả tiềm năng hoạt động quảng cáo của Han Geng.
Vào ngày 21 tháng 12, 2010, Tòa án tối cao thành phố Seoul đã có một tuyên bố có lợi cho Han Geng. Tòa nói, "Cả 3 bản hợp đồng, trong đó có bản hợp đồng tháng 1 năm 2003, bản hợp đồng thay thế từ tháng 2 năm 2007, và bản hợp đồng bổ sung vào tháng 12 năm 2007 - tất cả đều vô hiệu lực". Một đại diện của SM Entertainment nói rằng rằng họ sẽ nộp đơn khiếu nại để đảo ngược quyết định của tòa.
Vào 27 tháng 9, 2011, Han Geng chính thức tách khỏi Super Junior sau khi đại diện của cả hai bên đã tuyên bố: "Han Geng và SM Entertainment đã có một bản thỏa thuận hữu nghị với nhau, và vụ kiện sẽ kết thúc sau khi Han Geng thông báo sẽ rút lại đơn kiện".

### Tranh cãi trong Expo 2010
Vào ngày 26 tháng 5, 2010, rất nhiều ngôi sao Hàn Quốc trong đó có Super Junior đã được mời đến tham dự sự kiện "Đêm hội nhạc pop và nhạc cổ điển Hàn Quốc" nằm trong khuôn khổ EXPO 2010 sẽ diễn ra tại Trung tâm hội chợ triển lãm văn hóa Thượng Hải vào ngày 30 tháng 5. Vì vé không được bán công khai, những người muốn tham dự show này chỉ có thể kiếm được vé từ ban tổ chức ở cửa phía tây của trung tâm hội chợ triển lãm vào ngày 30 tháng 5. Tổng số vé phát ra là 5000 vé, trong đó 2500 vé sẽ được phát miễn phí cho du khách Hàn Quốc trong khi con số thực tế lớn hơn 2500 người rất nhiều. Các fan của Super Junior ai cũng muốn được vào bên trong trung tâm, và cuối cùng nảy sinh xô xát và dẫn đến cả thương vong. Một cảnh sát địa phương đã bày tỏ rằng đó là lần đầu tiên anh được thấy sự hâm mộ điên cuồng đến vậy tại EXPO 2010 kể từ khi hội chợ này bắt đầu được mở ra. Các anti-fan đã qui rằng chính Super Junior gây nên tình trạng đó, và phải chịu hoàn toàn trách nhiệm. Vì bên phía công ty của Super Junior không có động tĩnh gì, nên chỉ trong vòng vài ngày sau, toàn bộ trang chủ của Super Junior tại Hàn Quốc, trang web cá nhân của các thành viên, trang Baidu tại Trung Quốc của nhóm và baidu riêng của tất cả các thành viên đều bị hacker tấn công. Vấn đề còn kéo dài đến nhiều tuần sau đó mới lắng xuống.

## Fanclub chính thức
#0000FF 
- E.L.F (Ever Lasting Friends) - Những người bạn vĩnh cửu.
- Thành viên fanclub có mã số thẻ 0000001 của cả K-ELF (ELF Hàn) và J-ELF (ELF Nhật) đều là Park Jungsoo ( LeeTeuk ), hay chính là trưởng nhóm Super Junior.
- Màu sắc đặc trưng: Pearl Sapphire Blue (Xanh Sapphire)
- 2006: Chính thức ra mắt ngày 2 tháng 6, 2006.
- 2008: Mua 2 tỉ won cổ phiếu của SM Entertainment. Hiện tại đã bán.
- 2009: Fanclub thế hệ thứ 2, gọi là ELF2, được tuyển chọn.
- 2011: Fanclub chính thức tại Nhật được thành lập vào ngày 1 tháng 9, 2011, được gọi là ELF Japan, hay J-ELF.[h]
- 2011: Được công nhận là Fanclub có số thành viên nhiều thứ 3 thế giới.
- 2014: Được công nhận là Fandom có số thành viên nhiều thứ 1  thế giới.
- 2015: Được nhận giải Choice Fandom của giải thưởng Teen Choice Awards.